# Neoperla tingwushanensis
Neoperla tingwushanensis är en bäcksländeart som beskrevs av Wu, C.F. 1935. Neoperla tingwushanensis ingår i släktet Neoperla och familjen jättebäcksländor. Inga underarter finns listade i Catalogue of Life.